# Distretto di Brovary
Il distretto di Brovary (in ucraino Броварський район?) è un distretto nell'oblast' di Kiev in Ucraina. Il suo centro amministrativo è la città di Brovary Ha una popolazione di 241 777 abitanti.

Territorio del distretto prima della riforma amministrativa del 2020

Il 18 luglio 2020, come parte della riforma amministrativa dell'Ucraina, il numero di distretti dell'oblast di Kiev è stato ridotto a sette e l'area del distretto di Brovary è stata notevolmente ampliata.